# Forever Your Girl
Albums de Paula Abdul
Shut Up and Dance (The Dance Mixes)
Singles
1. Knocked Out
Sortie : 26 avril 1988
2. (It's Just) The Way That You Love Me
Sortie : 7 mai 1988
3. Straight Up
Sortie : 22 novembre 1988
4. Forever Your Girl
Sortie : 24 février 1989
5. Cold Hearted
Sortie : 2 juin 1989
6. Opposites Attract
Sortie : 17 novembre 1989

Forever Your Girl est le premier album studio de l'artiste américaine Paula Abdul sorti le 13 juin 1988 sous le label Virgin Records.

## Historique
Paula abdul était une chorégraphe très en vogue durant les années 80, travaillant en autres pour Janet Jackson, The Jacksons, George Michael, Duran Duran. En 1987, elle utilise ses économies pour réaliser des maquettes de chansons dance et fut remarqué par Virgin Records qui lui propose un contrat d'enregistrement. L'album est enregistré durant la période 1987 et 1988.

## Palmarès
L'album sort en juin 1988. Après des débuts très difficile, le single Straight Up contribueras à sa percée en 1989, catapultant l'album dans le top 20 du Billboard 200. Le succès des singles suivants permet d'atteindre finalement la 1ère position, en octobre 1989, 64 semaines après sa sortie. L'album réintégra la première position en février 1990 à la suite du succès du single Opposites Attract et restera pendant neuf semaines consécutives.
Knocked Out fut le 1er single de l'album. Ce fut non seulement son 1er single, mais également sa 1ère chanson qu'elle a enregistrée au studio. La chanson se classeras dans le top 10 du palmarès RnB au Billboard.
(It's just) The Way That You Love Me fut son deuxième single de l'album. Le single sera remixé pour sa sortie en single. Tout comme le précédent single, il se classe dans le top 10 du palmarès RnB au Billboard.
Alors que (It's Just) The Way that You Love Me continue son ascension sur les palmarès RnB, la radio KMEL de San Francisco commence à jouer Straight Up à la radio. La chanson créa une telle demande à cette station de radio que les autres radios ont suivi. La compagnie de disque décide de le faire paraître en single après deux singles au succès limité. Le single entre en 79e position du Billboard Hot 100 en décembre 1988. En février 1989, le single se hisse en 1ère position et y reste pendant trois semaines consécutives et atteint aussi le n.1 au Canada. Le single devint son 1er hit international, atteignant le top 10 au Royaume-Uni, Norvège, Allemagne, Nouvelle-Zélande, etc.
Forever Your Girl fut choisi comme 4e extrait, pour profiter de sa nouvelle notoriété acquise avec Straight Up. Le single devient son 2e single à se classer en 1ère position du Billboard Hot 100, y restant pendant deux semaines. Au Canada, le single est également n.1 sur le palmarès. Le single aura un succès modéré à l'échelle mondiale, se classe dans le top 40 en Allemagne, Angleterre, Pays-Bas, etc.
Cold Hearted fut son 5e single de l'album. Un chant rap a été ajouté pour sa sortie en single et sera utilisé pour le vidéoclip. Le single devient son 3e single à classe n.1 du Billboard Hot 100 et se classe n.2 au Canada. Le single aura un succès limité dans le reste du monde.
(It's just) The Way That You Love Me sera relancé en single, cette fois dans sa version originale. Le single atteint la 3e position du Billboard Hot 100 et le top 5 au Canada.
Opposites Attract sera choisi comme dernier single de l'album. Cette chanson établiras un record, celui de la 1ère artiste féminine à classer quatre singles au n.1 au Billboard Hot 100 d'un premier album et se classe aussi n.1 au Canada. Le single aura aussi un succès international, atteignant la 1ère position en Australie et le top 10 dans plusieurs pays.

## Pistes
| 1.    | (It's Just) The Way That You Love Me | Oliver Leiber                                    | Oliver Leiber       | 5:22 |
| 2.    | Knocked Out                          | Babyface, Daryl Simmons, L.A. Reid               | L.A. Reid, Babyface | 3:52 |
| 3.    | Opposites Attract                    | Oliver Leiber                                    | Oliver Leiber       | 4:24 |
| 4.    | State of Attraction                  | Glenn Ballard, Siedah Garrett                    | Glenn Ballard       | 4:07 |
| 5.    | I Need You                           | Jesse Johnson, Ta Mara                           | Jesse Johnson       | 5:01 |
| 6.    | Forever Your Girl                    | Oliver Leiber                                    | Oliver Leiber       | 4:58 |
| 7.    | Straight Up                          | Elliot Wolff                                     | Elliot Wolff        | 4:11 |
| 8.    | Next to You                          | Curtis "Fitz" Williams, K. Stubbs, S. Williams   | Curtis Williams     | 4:26 |
| 9.    | Cold Hearted                         | Elliot Wolff                                     | Elliot Wolff        | 3:51 |
| 10.   | One or the Other                     | Paula Abdul, Curtis "Fitz" Williams, Duncan Pain | Curtis Williams     | 4:10 |
| 44:35 |                                      |                                                  |                     |      |

## Performance dans les hits-parades
| Classement (1988-1989)   | Meilleure position |
| ------------------------ | ------------------ |
| Allemagne                | 24                 |
| Australie                | 1                  |
| Canada                   | 1                  |
| France                   | 12                 |
| Japon                    | 94                 |
| Norvège                  | 17                 |
| Nouvelle-Zélande         | 19                 |
| Pays-Bas                 | 19                 |
| Royaume-Uni              | 3                  |
| Suède                    | 6                  |
| Suisse                   | 15                 |
| États-Unis Billboard 200 | 1                  |

## Certifications
| Pays                       | Certification |
| -------------------------- | ------------- |
| Australie (ARIA)           | Platine       |
| Canada (Music Canada)      | 7 × Platine   |
| États-Unis (RIAA)          | 7 × Platine   |
| Hong Kong (IFPI Hong Kong) | Platine       |
| Royaume-Uni (BPI)          | Platine       |
| Suède (IFPI)               | Or            |
| Suisse (IFPI)              | Or            |